# Alla På Plan Arena

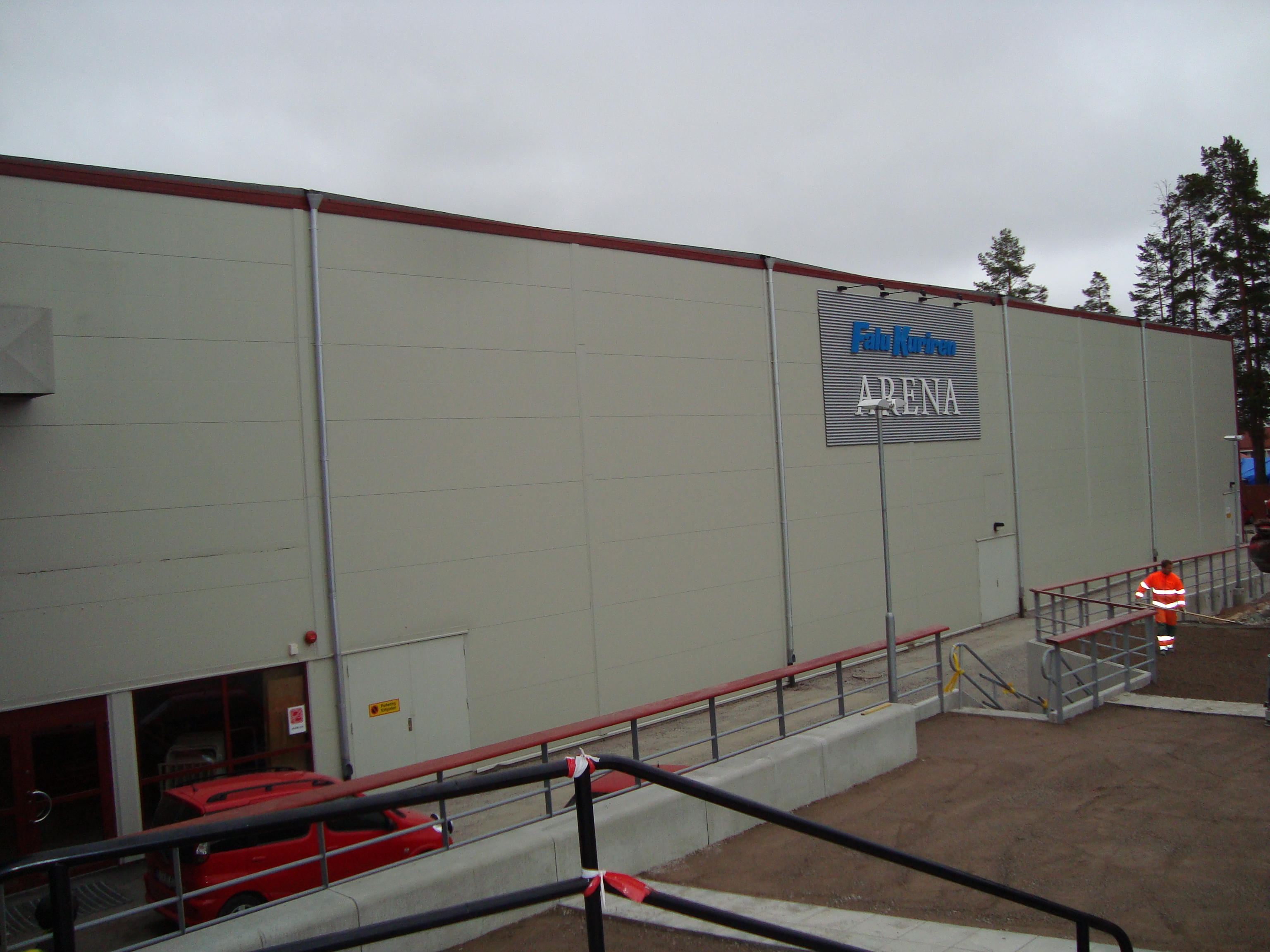
Falu Kuriren Arena

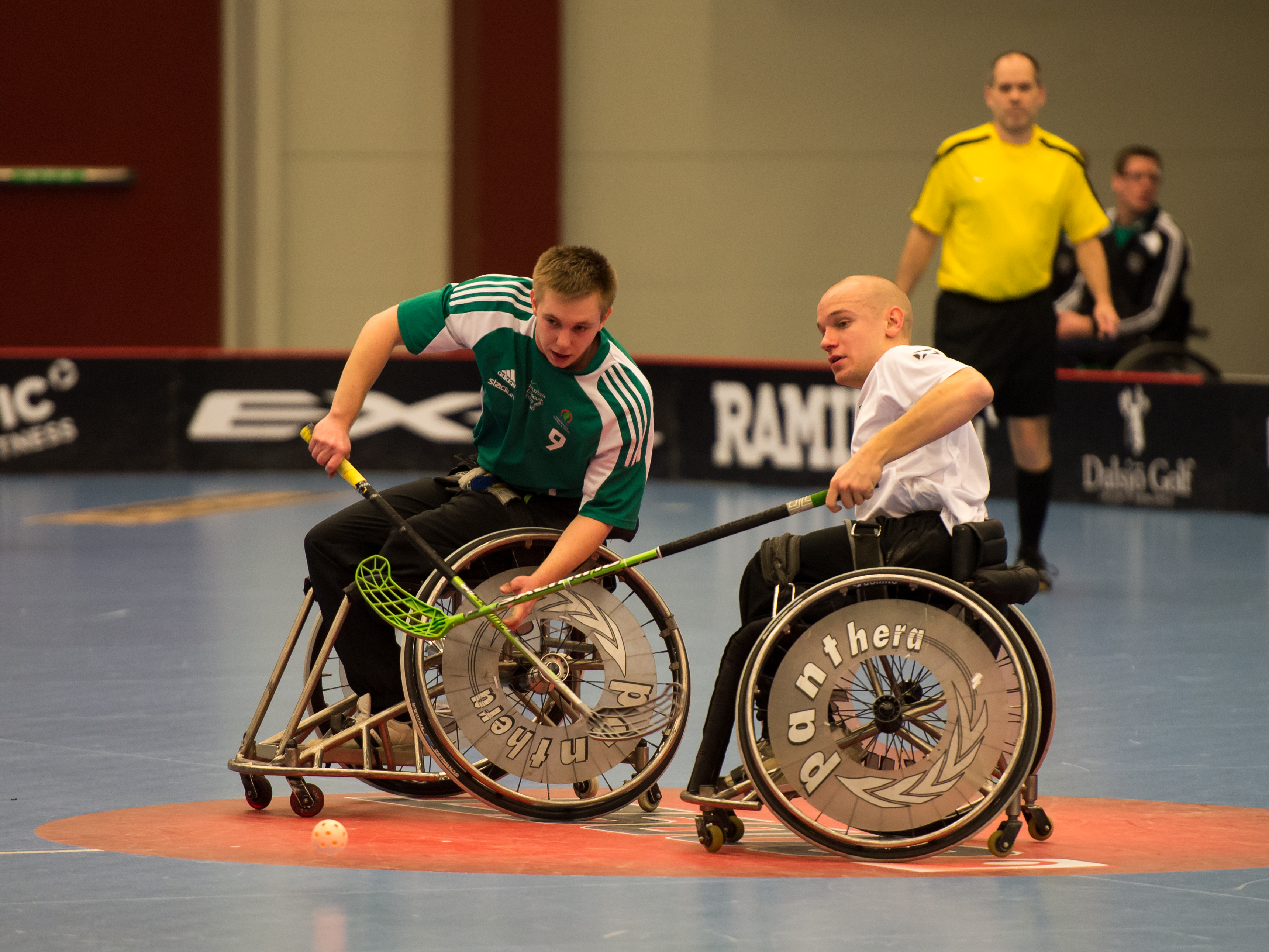
SM-finalen i rullstolsinnebandy 2013 i dåvarande Falu Kuriren-Arena

Arenans tidigare namn JALAS Arena ska inte förväxlas med Jalas Arena.
Alla På Plan Arena, tidigare Guide Arena, JALAS Arena och Falu-Kuriren Arena, är en idrottsarena för innebandy i Lugnets Sportcenter i Lugnet i Falun. Den byggdes 2004–2005 och efter en ombyggnad 2008 har den plats för 2 400 åskådare. Arenan är hemmaarena för innebandyklubben IBF Falun.